# Subordinationstheorie
Die Subordinationstheorie oder Subjektionstheorie ist eine Lehre zur Abgrenzung von öffentlichem und privatem Recht.
Ein öffentlich-rechtliches Rechtsverhältnis liegt demnach immer dann vor, wenn ein Über-/Unterordnungsverhältnis gegeben ist. Ein Privatrechtsverhältnis dagegen ist bei einem Gleichordnungsverhältnis der Beteiligten gegeben.
Die Subordinationstheorie wird trotz umfangreicher Kritik in der Rechtswissenschaft, in der Rechtspraxis nach wie vor angewandt. Sie lässt sich auf Otto Mayer zurückführen, der in Anlehnung an das französische Recht den Verwaltungsakt in das deutsche Recht eingeführt hat. Dabei definierte er den Verwaltungsakt als „obrigkeitlichen Ausspruch […]“ und definierte somit mittelbar das Verwaltungshandeln als grundsätzliches Über-/Unterordnungsverhältnis.
Die Kritik der modernen Staatsrechtswissenschaft hat verschiedene Ansatzpunkte:
- Sie basiere nach Ansicht ihrer Kritiker auf einer obrigkeitsstaatlichen Vorstellung, die mit den heutigen Vorstellungen des Staates nicht in Einklang zu bringen sei.

- Sie sei weder in der Lage, den Bereich des Organisationsrechts als öffentliches Recht zu erklären, noch Privatrechtverhältnisse, in denen ein Über-/Unterordnungsverhältnis bestehe, aus dem öffentlichen Recht auszugliedern.

- Handlungsformen der öffentlichen Verwaltung seien zu komplex, um sie mit dem schlichten Raster von Über- und Unterordnung zu erklären.